# Kristofer Didrik Lehmkuhl

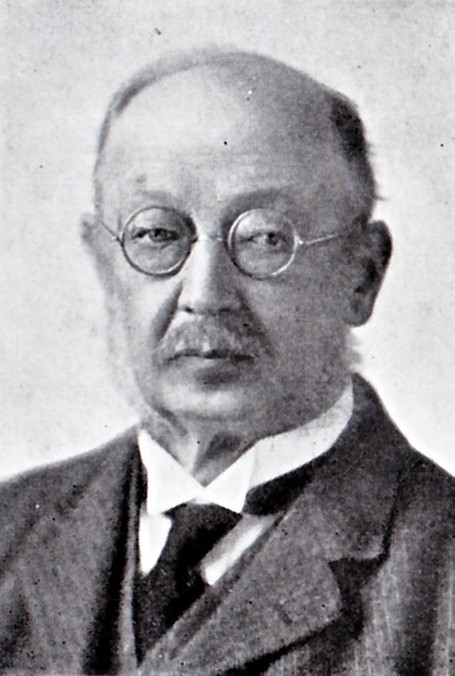
Kristofer Lehmkuhl, ca. 1934

Kristofer Didrik Lehmkuhl (* 25. September 1855 in Bergen; † 23. Oktober 1949 ebenda) war ein norwegischer Politiker der Partei Høyre. Er war unter anderem zwischen 1905 und 1907 Arbeitsminister in der Regierung von Ministerpräsident Christian Michelsen. Von 1904 bis 1906 gehörte er dem Storting an.
Zwischen 1908 und 1936 war Lehmkuhl Direktor der Bergener Dampfschiffgesellschaft (Det Bergenske Dampskipsselskap), auch als „Die Bergen-Linie“ bekannt. Lehmkuhl war einer der Vorkämpfer für die Gründung der Norwegischen Handelshochschule Bergen (Norges Handelshøyskole), eine Statue Lehmkuhls steht heute vor dem Gebäude der Handelshochschule in Bergen. 
Nach Lehmkuhl benannt ist die Bark Statsraad Lehmkuhl, das Stadtschiff der Stadt Bergen.